# Saccharin

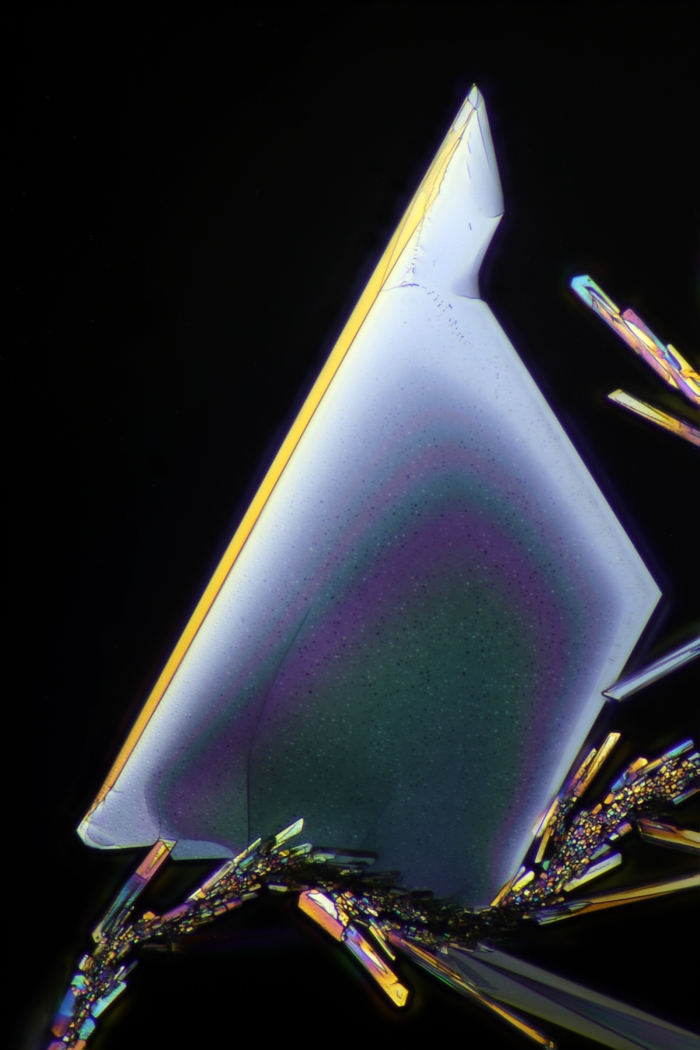
Saccharin-Kristalle, aus dem Natriumsalz mit Salzsäure frei gemacht und sublimiert. Mikroskopische Aufnahme im polarisierten Licht.

Saccharin (von altgriechisch σάκχαρ/ σάκχαρι/ σάκχαρον/ sákchar/ sákcharon/ sákchari, deutsch ‚Zucker‘) ist der älteste synthetische Süßstoff. Er wurde 1878 von den Chemikern Constantin Fahlberg und Ira Remsen an der Johns Hopkins University (USA) entdeckt. Sie informierten hierüber am 27. Februar 1879.
Als Lebensmittelzusatzstoff trägt Saccharin die Bezeichnung E 954, die erlaubte Tagesdosis beträgt 5 mg/kg Körpergewicht.
Chemisch gesehen ist Saccharin ein o-Benzoesäuresulfimid, es enthält eine Lactameinheit und eine cyclische Sulfonamideinheit. Es leitet sich vom Phthalimid ab, bei dem eine Carbonylgruppe durch eine Sulfongruppe ersetzt und damit die NH-Acidität deutlich erhöht wurde.

## Geschichte
Nachdem Constantin Fahlberg ein Reaktionsansatz außer Kontrolle geraten und dabei übergekocht war, bemerkte er einen süßen Geschmack auf seinen Händen. Die Substanz, die dafür verantwortlich war, ist als Saccharin bekannt geworden. Der Name geht auf Fahlberg zurück, „da er fand, dass dieser Körper, mit Stärkezucker in geeigneten Verhältnissen gemischt, ein dem Rohrzucker an Geschmack sehr ähnliches Product lieferte“. Saccharin wurde daraufhin zum Patent angemeldet.
Auf Grundlage dieses Patents gründeten Fahlberg und der Kaufmann Adolph List die erste Saccharin-Fabrik in Magdeburg, die Fabrik Fahlberg-List. 1894 betrug die Jahresproduktion 33 t und verdoppelte sich drei Jahre später auf 66 t. Ende des 19. Jahrhunderts brach die Chemische Fabrik v. Heyden im sächsischen Radebeul das bis dahin bestehende Herstellungsmonopol von Fahlberg-List durch einen kostengünstigeren Prozess. Im Jahre 1910 produzierten sechs Saccharin-Hersteller 175 t im Jahr.
Saccharin war bezogen auf die Süßkraft um 1890 etwa zwei Drittel billiger als der herkömmliche Rübenzucker, so dass die Verdrängung der Rübenzuckerindustrie zu erwarten war. Aufgrund der Schwierigkeiten mit der Handhabung konnte sich Saccharin damals in der privaten Küche nicht durchsetzen. Hausfrauen bemängelten, dass die Menge für eine Tasse Tee praktisch nicht zu dosieren war und sich das Pulver nicht zum Bestäuben von Kuchen eignet.
Infolge von Interventionen der Zuckerindustrie erfolgte 1902 in Deutschland ein Süßstoffverbot. Nur für den Bedarf von Diabetikern durfte noch produziert werden. Ähnliche Verbote gab es in fast allen europäischen Ländern mit Ausnahme der Schweiz, wo Saccharin weiterhin produziert und in großem Maßstab illegal nach Deutschland, Italien, Österreich-Ungarn und Russland eingeführt wurde (Saccharinschmuggel).
In Deutschland wurde während des Ersten Weltkriegs aufgrund der herrschenden „Zuckernot“ Saccharin als Ersatzmittel zugelassen, damit für die Soldaten genügend echter Zucker verfügbar war („denn zur Ernährung seiner Soldaten braucht auch Deutschland Zucker, wie es jeder Mensch braucht; vom süßen Geschmack allein kann man nicht leben“).
Ab dem Zweiten Weltkrieg wurden Süßstoffe wieder zugelassen.
Das US-Landwirtschaftsministerium veröffentlichte 1912 nach zähen Verhandlungen die Food Inspection Decision 142 auf Grundlage des Pure Food and Drug Act von 1907. In der Entscheidung wird Saccharin als Zutat für normale Lebensmittel verboten. Während des Ersten Weltkriegs durfte Saccharin wieder als Zutat benutzt werden. Eine Klage des Leiters des USDA Chemielabors gegen die Monsanto Chemical Works war 1916 erfolglos. 1920 klagte die US-Regierung gegen Monsanto, das angeblich durch umfangreiche Verkäufe des „ungesunden“ Saccharins gegen den Pure Food and Drug Act verstoßen hatte. Da die Regierung ihre Anschuldigungen nicht ausreichend beweisen konnte, einigte sich die Jury nicht auf ein Urteil. Auch 1924 scheiterte eine Klage der Regierung an einer Jury. Die Klagen wurden 1925 endgültig abgewiesen.

## Eigenschaften

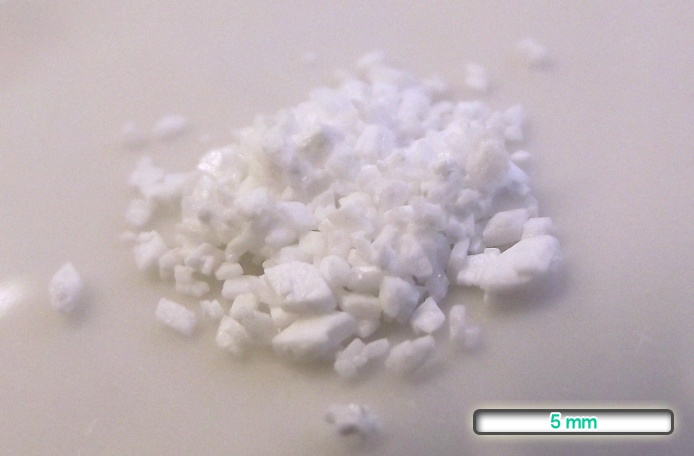
Saccharin-Na: Ein weißes, kristallines Pulver

Saccharin ist 300- bis 700-mal süßer als Zucker. Es kann besonders in höheren Konzentrationen einen bitteren oder metallischen Nachgeschmack bewirken. Anders als der neuere künstliche Süßstoff Aspartam bleibt Saccharin bei Erhitzung stabil, auch wenn Säuren präsent sind. Außerdem ist es relativ inert und lässt sich gut lagern.
Mischungen mit anderen Süßstoffen wie Cyclamat, Thaumatin oder Acesulfam verfolgen den Zweck, die Nachteile der verschiedenen Süßstoffe gegenseitig aufzuheben. Eine Mischung von Cyclamat und Saccharin im Verhältnis von 10:1 ist in Ländern, in denen beide Süßstoffe legal sind, üblich – hier verdecken beide Stoffe gegenseitig ihren (unangenehmen) Nachgeschmack.
Saccharin verursacht keine Karies. Saccharin ist farblos, wird vom menschlichen Körper schnell aufgenommen und unverändert mit dem Urin wieder ausgeschieden (nach 24 Stunden bereits 90 %). Saccharin besitzt so gut wie keinen physiologischen Energiegehalt und ist daher, wie alle Süßstoffe, auch für Diabetiker geeignet.
Nach Aufnahme wird Saccharin größtenteils direkt absorbiert und gelangt in den Blutkreislauf. Dort wird es von Plasmaproteinen gebunden und gelangt so in den ganzen Körper. Es wird renal eliminiert. Nichtabsorbiertes Saccharin wird über den Stuhl ausgeschieden.

## Herstellung
Saccharin wird chemisch aus Toluol nach dem Remsen-Fahlberg-Verfahren hergestellt.
Im letzten Schritt wird zunächst mit Kaliumpermanganat oxidiert, bevor sich unter Wasserabspaltung das Imid bildet.
Eine andere Möglichkeit ist die Herstellung aus Phthalsäureanhydrid nach dem neueren Maumee-Verfahren, welches jedoch weniger zum Einsatz kommt.

## Verwendung

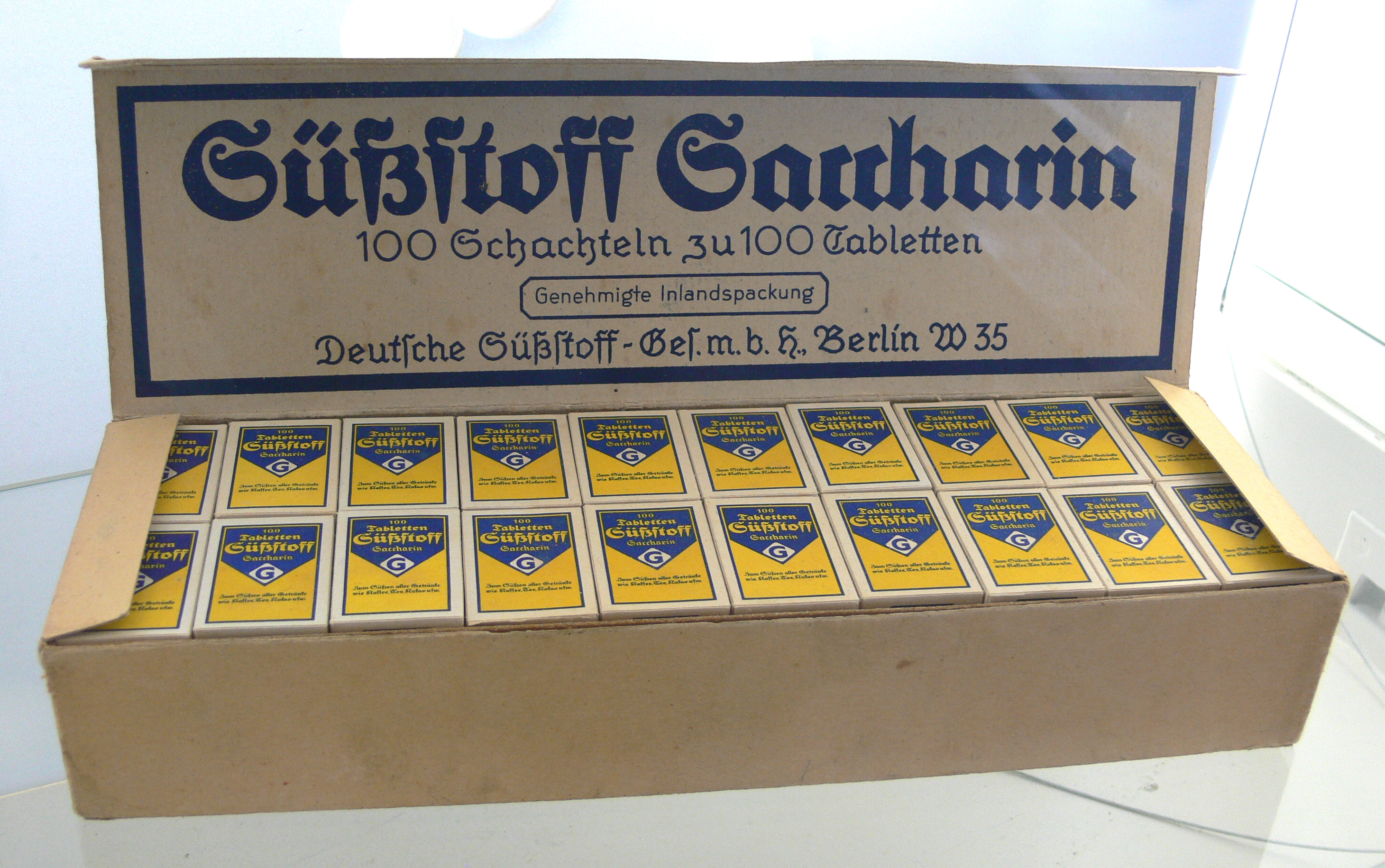
Historische Verkaufsverpackung der Deutschen Süßstoff-Gesellschaft Berlin (Zucker-Museum Berlin)

Saccharin wird in diätetischen Lebensmitteln, in Light-Produkten und als Geschmacksverstärker eingesetzt. Es darf nur in bestimmten Lebensmitteln mit festgelegtem Höchstwert eingesetzt werden. Beispielsweise beträgt der Höchstwert in Marmeladen 200 mg/kg, in Obst- und Gemüsekonserven 160 mg/kg und in energiereduzierten Getränken 80 mg/l.

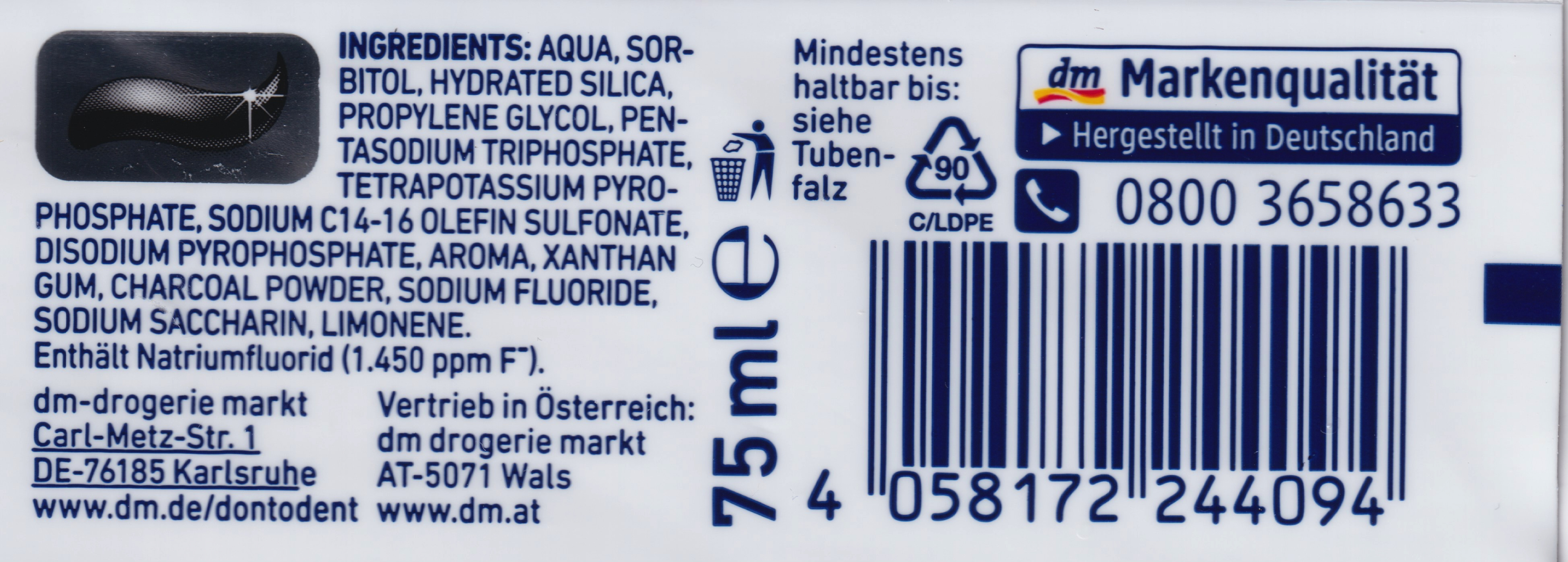
INCI-konforme Deklaration der Inhaltsstoffe einer Zahnpasta

Bei der Herstellung von Futtermitteln für Ferkel wird Saccharin als Süßmittel, wohl aber nicht zur Stimulierung des Appetits, eingesetzt.
In Zahnpflegeprodukten (Zahnpasta, Zahnpflegekaugummi) ist Saccharin als süßender, nicht kariesfördernder Stoff enthalten.
In der Galvanik kommt Saccharin bei der Oberflächenbeschichtung zum Einsatz; hier dient es als Glanzbildner und hilft für eine gleichmäßige und spannungsfreie Nickel-Beschichtung.

## Wirkung
Neben der allgemein bekannten süßenden Wirkung des Saccharins werden noch Auswirkungen auf Hungergefühl und Insulinausschüttung diskutiert; siehe dazu den Artikel Süßstoff. Saccharin wirkt als Carboanhydrase (CA) Hemmer. Die CA ist ein Enzym, das im Körper an zahlreichen physiologischen Prozessen beteiligt ist. Saccharin wirkt außerdem antibiotisch auf die Darmflora, was auf die Sulfonamideinheit zurückgeführt wird.
Aufgrund der heterogenen Studienlage kann das BfR keine eindeutige Aussage darüber treffen, ob der Verzehr Saccharin-haltiger Süßungsmittel das Risiko neurodegenerativer Krankheiten erhöht oder die Darmflora in klinisch bedeutsamem Maße beeinflusst. Außerdem wurde in der Mehrheit der Studien kein negativer Effekt auf den Stoffwechsel beobachtet.

### Krebsforschung

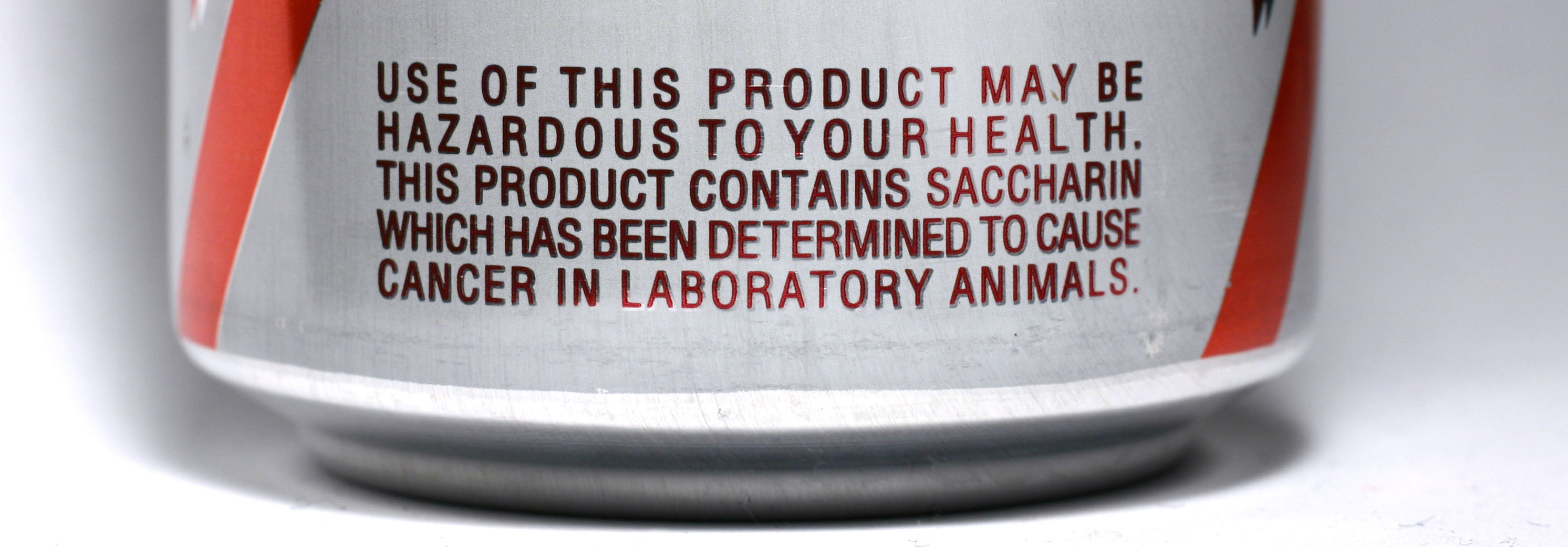
Saccharin-Warnhinweis auf einer amerikanischen Getränkedose

Seit der Einführung wurde Saccharin mehrmals auf seine gesundheitliche Sicherheit hin untersucht.
In den 1960er Jahren wurde in verschiedenen Studien festgestellt, dass Saccharin bei Tieren eine karzinogene (krebserregende) Wirkung haben kann. 1977 wurde eine Studie veröffentlicht, in der bei Ratten, die mit hohen Dosen Saccharin gefüttert wurden, die männlichen Tiere eine Häufung von Blasenkrebs aufwiesen. Im selben Jahr wurde Saccharin in Kanada verboten. Die amerikanische Zulassungsbehörde FDA erwog ebenso ein Verbot, jedoch war Saccharin zu diesem Zeitpunkt der einzige verfügbare künstliche Süßstoff in den USA und diese Erwägung traf auf eine starke öffentliche Opposition, speziell unter Diabetikern. So wurde es nicht verboten, aber saccharinhaltige Lebensmittel mussten ab Februar 1978 mit einem Warnhinweis versehen werden. Im Jahr 2000 wurde diese Regelung wieder aufgehoben. Seitdem war die mögliche karzinogene Wirkung Gegenstand zahlreicher Studien. Während frühe Studien einen Zusammenhang zwischen Saccharinkonsum und erhöhter Krebsrate fanden (speziell Blasenkrebs), konnten andere, epidemiologische Studien dies nicht bestätigen. Eine Metastudie aus dem Jahr 2004 stuft ein mögliches Krebsrisiko als unbedeutend ein. Seit 2016 ist Saccharin in Kanada wieder uneingeschränkt zum Verkauf und Verzehr zugelassen.
Keine Studie hat Gesundheitsrisiken beim Menschen sicher bestätigen können (beim Verzehr normaler Dosen). Außerdem wurde gezeigt, dass der bei Ratten krebsauslösende biologische Mechanismus aufgrund einer unterschiedlichen Urinzusammensetzung nicht direkt auf den Menschen übertragbar ist. Die einflussreichen Studien von 1977 wurden außerdem aufgrund der sehr hohen an die Ratten verfütterten Saccharindosen kritisiert, die den Normalverzehr eines Menschen oft um ein Hundertfaches überstiegen.
Im Jahr 1999 stufte die Internationale Agentur für Krebsforschung (IARC) Saccharin von der Gruppe 2B („wahrscheinlich krebserzeugend“) in die Gruppe 3 („nicht klassifizierbar hinsichtlich der Karzinogenität für den Menschen“) um.

## Sonstiges
Vom Saccharin leitet sich ein außerordentlich potenter Nasen-Rachen-Reizstoff ab. Es ist das Tri-n-propylblei-O-sulfobenzimid, bei welchem der Imino-Wasserstoff gegen einen Tri-n-propylblei-Rest ersetzt wurde. Die Substanz wurde 1947 von Saunders in der Literatur beschrieben. Sie erzeugt noch in einer Verdünnung von 1 : 25 Millionen Reizungen des Nasen-Rachen-Raums und hinterlässt einen süßen Geschmack.

## Externe Links zu erwähnten Verbindungen
1. ↑  Externe Identifikatoren von bzw. Datenbank-Links zu Natriumsaccharin:  CAS-Nr.: 128-44-9, EG-Nr.: 204-886-1, ECHA-InfoCard: 100.004.443, GESTIS: 492890, PubChem: 656582, ChemSpider: 55029, Wikidata: Q27094367.
2. ↑  Externe Identifikatoren von bzw. Datenbank-Links zu Saccharincalciumsalz:  CAS-Nr.: 6485-34-3, EG-Nr.: 229-349-9, ECHA-InfoCard: 100.026.682, PubChem: 62610, ChemSpider: 56369, Wikidata: Q27236475.